# Red Wine Supernova
A Red Wine Supernova Chappell Roan amerikai énekes-dalszerző dala. 2023 májusában jelent meg az énekesnő The Rise and Fall of a Midwest Princess című debütáló stúdióalbumának nyolcadik kislemezeként. A dal 2024 áprilisában kezdett felkerülni a slágerlistákra a Good Luck, Babe! sikerét követően.
A dalról Roan így nyilatkozott: „Szükségem volt egy campy meleglány dalra, amely megragadta egy másik lány iránti érzelmek varázsát. A dalt vidám, durva dalszövegekkel töltöttem meg, amelyek olyan érzést keltenek, mint egy éjszaka flörtölni a lánnyal a bár túloldalán.” Roan az Oasis Champagne Supernova „meleglányos verziójaként” emlegette a dalt.
A Joy 94.9 ausztrál rádiónak adott interjújában az énekesnő elmondta, hogy a dal három évig készült, és „a tökéletes ostoba popnak” nevezte.

## Kritikai fogadtatás
Callie Ahlgrim, a Business Insider munkatársa a Red Wine Supernova-t választotta 2023 legjobb dalának. Év végi listákon a Capital FM a 14., a Rolling Stone a 18., az NME a 47., a Pitchfork pedig az 54. helyen végzett a dal.

## Fordítás
Ez a szócikk részben vagy egészben  a   Red Wine Supernova című angol Wikipédia-szócikk ezen változatának fordításán alapul.  Az eredeti cikk szerkesztőit annak laptörténete sorolja fel. Ez a jelzés csupán a megfogalmazás eredetét és a szerzői jogokat jelzi, nem szolgál a cikkben szereplő információk forrásmegjelöléseként.